# Christian Weber (Mediziner)
Christian Weber (* 15. Oktober 1967 in München) ist ein Facharzt für Innere Medizin mit Schwerpunktbezeichnung Kardiologie und Hochschullehrer an der Ludwig-Maximilians-Universität München.

## Leben
Weber studierte von 1986 bis 1993 Humanmedizin an der Ludwig-Maximilians-Universität in München (LMU) und promovierte dort 1994 zum Doktor der Medizin (Dr. med.). In den Jahren 1995 und 1996 war Weber als Postdoktorand und Research Fellow am Center for Blood Research and Department of Pathology an der Harvard Medical School, Boston, USA tätig. 1999 habilitierte er zum Thema Experimentelle Innere Medizin an der LMU München.
2005 wurde er zum Universitätsprofessor (W3) und Direktor des Instituts für Kardiovaskuläre Molekularbiologie / Institute for Molecular Cardiovascular Research (IMCAR) & Präventionsambulanz am Uniklinikum der RWTH Aachen ernannt. 2006 erfolgte seine Ernennung zum Professor am Department of Biochemistry / Cardiovascular Research Institute Maastricht (CARIM) der Universität Maastricht. Weber wurde 2010 zum Universitätsprofessor für Vaskuläre Medizin und Direktor des Instituts für Prophylaxe & Epidemiologie der Kreislaufkrankheiten (IPEK) am Klinikum der Universität München und LMU sowie zum Vorstand der August-Lenz-Stiftung berufen. Im Jahr 2019 wurde Christian Weber in der Sektion Innere Medizin und Dermatologie als Mitglied in die Nationale Akademie der Wissenschaften Leopoldina aufgenommen.

## Wirken
Seit den frühen 1990er Jahren hat Weber die Rolle der Entzündung in der lipid-getriebenen Entstehung der Atherosklerose verfolgt. Aufbauend auf seinen Ergebnissen als Postdoktorand in Timothy A. Springers Institut an der Harvard University hat er zur mechanistischen Aufklärung der Funktion von Chemokinen und microRNAs in der Atherosklerose gearbeitet. Seine Ergebnisse tragen unter biomedizinischen Aspekten zur vaskulären Gefäßbiologie bei. Folgende Ergebnisse hat er mit seinen Mitarbeitern erzielt:
- Blutplättchen sind eine wichtige Quelle für Chemokine, welche sie auf aktiviertem Endothel deponieren können, und befördern damit die atherogene Rekrutierung von Monozyten, sowie die Entstehung atherosklerotischer Plaques (Circulation 2001; Nature Med 2003).

- Junktionales Adhäsionsmolekül A (JAM-A) ist ein endothelialer Ligand für das Integrin LFA-1 bei der transendothelialen Leukozytenmigration und lenkt bei Umverteilung in Prädilektionsstellen mit Flussstörung den atherogene Monozyteninflux (Nature Immunol 2002; Circulation 2014).

- Die Chemokinrezeptoren CXCR2 und CXCR4 sind Signalrezeptoren für MIF (macrophage migration inhibitory factor) und vermitteln entzündliche und atherogene Leukozytenrekrutierung (Nature Med 2007). Ein Chemokin-artiges MIF Peptidmotiv ist therapeutisch nutzbar (PNAS 2008).

- Die Strukturanalyse und systematische Kartierung heteromerer Chemokininteraktionen, z. B. CCL5 mit CXCL4 oder CCL17, die differentiell funktionelle Synergie oder Inhibition bedingen, erlaubte das Design zyklischer Peptide, die Heteromere unterbinden bzw. simulieren und so nebenwirkungsfrei Atherosklerose und Entzündung hemmen können (Nature Med 2009; Sci Transl Med).

- Atheroprotektive Funktionen des Chemokinrezeptors CXCR4 und des Liganden CXCL12 sind durch Kontrolle der Homöostase pro-atherogener Neutrophiler (Circ Res 2008) erklärbar und durch apoptotische Mikropartikel ausgelöst, die miRNA-126-3p in Endothelzellen übertragen, so CXCL12 und angiogene Zellrekrutierung via CXCR4 induzieren (Science Signal 2009).
- Der Komplementärstrang miR-126-5p vermittelt eine duale Atheroprotektion und fördert die Endothelzellproliferation durch Suppression von DLK1 an arteriellen Stellen mit gestörtem Fluss, wo deren Depletion höhere Suszeptibilität bei hyperlipidämischem Stress (Nature Med 2014). Diese relevante endotheliale proliferative Reserve ist durch miR-126-5p Mimetika wiederherstellbar.

- Eine alternative Form der Hämatopoese wurde in Duffy-negativen Individuen afrikanischer Herkunft mit atypical chemokine receptor 1 (ACKR1) Genpolymorphismus identifiziert, der die Expression auf erythroiden Zellen verhindert. Im Knochenmark führt dieses Fehlen von ACKR1 zu phänotypisch alterierten Neutrophilen, die prompt emigrieren und eine Neutropenie bedingen. Mechanistisch erklärt dies ethnische Unterschiede bei entzündlichen Krankheiten und Atherosklerose (Nat Immunol 2017).

## Ehrungen und Auszeichnungen
- Young Master Award 2000 der Deutschen Gesellschaft für Innere Medizin
- Förderpreis 2002 der Gesellschaft für Mikrozirkulation & Vaskuläre Biologie
- Wissenschaftspreis für Med. Grundlagenforschung 2003[1]
- Arthur-Weber-Preis 2004[2], Dt. Ges. f. Kardiologie – Herz- und Kreislaufforschung
- Preis der Hans & Gertie Fischer-Stiftung 2004
- Forßmann-Preis 2005, Stiftung Kardiologie der Ruhr-Universität Bochum
- Hermann-Rein-Förderpreis 2005, Gesellschaft für Mikrozirkulation & Vaskuläre Biologie
- Preis im Hochschulwettbewerb Patente Erfinder, Nordrhein-Westfalen 2005
- W.H. Hauss-Preis 2008[3]
- Paul-Martini-Preis 2008[4]
- Outstanding Achievement Award 2008[5]
- Galenus-von-Pergamon-Preis 2009[6], Internationaler Stifterverband Prix Galien
- ATVB Special Recognition Award 2009[7]
- VICI Preis der NWO[8]  (Nederlandse Organisatie voor Wetenschappelijk Onderzoek)
- Alexander-Schmidt-Preis 2015[9]